# Herb gminy Bojadła
Herb gminy Bojadła – jeden z symboli gminy Bojadła, autorstwa Janusza Nowotarskiego oraz Włodzimierza Puchalskiego, przyjęty Uchwałą Rady Gminy w Bojadłach nr VI/27/94 z dnia 29 grudnia 1994 roku.

## Wygląd i symbolika
Herb przedstawia na tarczy w błękitnym polu herbowym dwie białe wieże z czerwonymi dachami, brązowymi wieżyczkami i żółtymi kopułami. Między wieżami tarcza o żółtym polu z czarnym orłem Piastów śląskich. Poniżej wież trzy zielone drzewa oraz w podstawie błękitna pofalowana woda. Tarcza z orłem jest oczywistym nawiązaniem do przynależności terenu gminy do Dolnego Śląska. Wieże nawiązują do kordegard pałacu Kottwitzów w Bojadłach. Jodły nawiązują do warunków przyrodniczych gminy, jak również do pochodzenia nazwy wsi Bojadła. Falująca woda symbolizuje Odrę.